# Castelo de Nairn
O Castelo de Nairn foi um castelo localizado em Nairn, na Escócia. Nairn, então conhecido como Invernairn, foi transformado em burgo real pelo rei Alexandre I da Escócia. O local do castelo ainda está sendo debatido e não está claro se existe algum vestígio à superfície.